# Tajemnica Syriusza: Polowanie
Tajemnica Syriusza: Polowanie (ang. Screamers: The Hunting) – amerykańsko-kanadyjski film science fiction z 2009 roku w reżyserii Sheldona Wilsona. Film jest luźną kontynuacją filmu Tajemnica Syriusza z 1995 roku.
Film zawiera w swojej treści motywy pochodzące z opowiadania Druga odmiana autorstwa Philipa K. Dicka.

## Obsada
- Gina Holden – Victoria Bronte
- Jana Pallaske – Schwartz
- Lance Henriksen – Orsow
- Tim Rozon – Madden
- Greg Bryk – Andy Sexton
- Christopher Redman – Rafe Danielli
- Dave Lapommeray – Romulo
- Jody Richardson – Soderquist
- Stephen Amell – Guy
- Holly O'Brien – Hannah
- Darryl Hopkins – Dwight
- Steve Lush – Bryce

## Fabuła
Grupa ratownicza odbiera sygnał SOS, pochodzący z opuszczonej planety Syriusz. Wyruszają tam z misją ratunkową. Znajdują tam w starej bazie wojskowej ocalałych ludzi. Okazuje się jednak, że na planecie znajdują się również Screamersi − samosterowane roboty, służące do zabijania. Ich moc jest bardzo potężna i potrafią przybierać ludzkie formy, co dla oddziału stanowi wielkie zagrożenie.